# Rynek Staromiejski w Koszalinie
Rynek Staromiejski w Koszalinie – rynek w Koszalinie, w obrębie osiedla Śródmieście, spełniający funkcję przestrzeni publicznej.
Wokół rynku zlokalizowane jest budownictwo usługowo-mieszkalne. Prowadzone głównie w parterach budynków usługi ukierunkowane są na handel i obsługę bankową mieszkańców.
W północnej części Rynku Staromiejskiego zlokalizowany był pomnik Byliśmy-Jesteśmy-Będziemy. Na północnej ścianie zabudowy rynku znajduje się modernistyczny ratusz, będący siedzibą Urzędu Miejskiego w Koszalinie.
Przy południowej części rynku przebiega jedna z głównych ulic miasta, dwupasmowa ul. Zwycięstwa. Za nią w południowo-zachodnim narożniku znajduje się katedra Niepokalanego Poczęcia NMP.
Kompleksowe badania hałasu drogowego przeprowadzone przez Inspekcję Ochrony Środowiska w latach: 1997, 1998, 1999, 2000 – wskazują, że na Rynku Staromiejskim notowane są przekroczenia dopuszczalnych poziomów hałasu, tak dla pory dnia, jak i nocy.

## Historia
W 1718 r. wybuchł pożar, który strawił w Koszalinie większość zabudowy mieszkalnej, zamkowej z kościołem oraz ratusz. W trakcie odbudowy powiększono rynek, a ratusz wzniesiono nie jak dotychczas na środku placu rynkowego, a w jego południowej pierzei.
W 1724 r. na środku rynku koszalinianie wystawili pomnik pruskiego króla Fryderyka Wilhelma I z wdzięczności za sfinansowanie z królewskiej kasy odbudowy miasta po wielkim pożarze z 1718 r. Wykuty w piaskowcu pomnik przedstawiał kilkumetrową postać króla. Stał on na rynku do lutego 1945 r., kiedy go zdemontowano przed zajęciem miasta przez Armię Czerwoną.
W 1962 r. oddano do użytku gmach nowego ratusza, który zajmuje 2/3 dotychczasowej północnej pierzei rynku.
W 1965 r. dla upamiętnienia zdobycia miasta (4 marca 1945) przez Armię Czerwoną oraz w 20. rocznicę polskiego Koszalina – odsłonięto pomnik Byliśmy-Jesteśmy-Będziemy, będący autorstwa artysty rzeźbiarza Michała Józefowicza, oraz koszalińskich architektów Andrzeja Lorka i Andrzeja Katzera. Przy okazji odbywających się w Koszalinie w 1975 r. Centralnych Dożynek, na rynku wybudowano fontannę.
Do 1945 r. używano nazwy (niem.) Markt, czyli dosłownie Rynek. W czasach PRL nosił nazwę plac Bojowników PPR, a po 1989 r. przemianowano na Rynek Staromiejski.
27 lutego 2008 r. archeolodzy z miejscowego muzeum odkryli pod płytami pokrywającymi rynek fragmenty XVIII-wiecznego ceglanego fundamentu pomnika króla Prus.
W 2014 r. rynek przebudowano. Wymieniono nawierzchnię, usunięto stare drzewa, a pomnik Byliśmy-Jesteśmy-Będziemy przeniesiono pod koszaliński amfiteatr. Na wschodniej pierzei postawiono podświetlaną fontannę, a na zachodniej pergolę. Po stronie północno-zachodniej zbudowano przeszklony budynek z przeznaczeniem na gastronomię.